# Ốc tháp
Ốc tháp là tên gọi của chi ốc Turritella thuộc họ Ốc tháp (Turritellidae).
- Loài Turritella terebra: ốc tháp lớn, ốc giáo

Một số loài thuộc chi Sulcospira, thuộc họ Ốc mút nước ngọt (Pachychilidae) cũng được gọi là ốc tháp, chẳng hạn các loài:
- Sulcospira dakrongensis: ốc tháp Đa krông
- Sulcospira quangtriensis: ốc tháp Quảng Trị
- Sulcospira touranensis: ốc tháp Quảng Nam